# Torre de la Puerta del Rincón (Córdoba)
La torre de la Puerta del Rincón es una torre de Córdoba (España), construida en el siglo XIV. Se encuentra situada en la intersección entre las calles Alfaros e Isabel Losa.

## Historia
Aunque se desconoce con exactitud el origen de la actual torre, parece ser que pudo ser cristiana. A tenor de las intervenciones arqueológicas llevadas a cabo, es factible que esta se construyera sobre torres precedentes, ya que el lienzo de la muralla transcurrió prácticamente inalterado desde la fundación de Corduba por parte de Claudio Marcelo en el siglo II a. C. hasta prácticamente el siglo XIX cuando el perímetro amurallado fue prácticamente desmantelado.

## Arquitectura
Se trata de un torreón de planta octogonal en dos cuerpos, adosado al lienzo de la muralla nororiental de la Villa, que resuelve el fuerte desnivel topográfico entre la Villa y Ajerquía.